# また、つまらぬ物を作ってしまった
『また、つまらぬ物を作ってしまった』は、2014年9月29日からスマートフォン向け放送NOTTVで放送されていた片桐仁・乙幡啓子の工作バラエティー番組。

## 概要
芸人でもあり、独創的な工作家としても活躍する片桐仁(ラーメンズ)と、妄想工作家 乙幡啓子が初タッグ。独創的な発想を持つ2人が視聴者から募集した”筋トレをしたくなるダンベル”といったお題に対し、大喜利作品を発想し制作するまでを、材料集めからスケッチ絵など制作過程と、作品自体にスポットを当てた、全く新しい工作番組。２人が尊敬するクリエイターがゲスト出演したり、一般のクリエイターの作品を取り上げる企画も不定期で放送された。
コアなファンからの根強い人気があった事から、未公開映像を盛り込んだDVD-BOXとしてポニーキャニオンから発売される事が発表された。